# Radovče
Radovče este un sat din municipiul Podgorica, Muntenegru. Conform datelor de la recensământul din 2003, localitatea are 15 locuitori (la recensământul din 1991 erau 21 de locuitori).

## Demografie
În satul Radovče locuiesc 14 persoane adulte, iar vârsta medie a populației este de 59,2 de ani (52,4 la bărbați și 66,9 la femei). În localitate sunt 8 gospodării, iar numărul mediu de membri în gospodărie este de 1,88.
Populația localității este foarte eterogenă.
|  |

| Demografie | Demografie | Demografie |
| An         | Locuitori  | Locuitori  |
| ---------- | ---------- | ---------- |
|            |            |            |
|            |            |            |
|            |            |            |
|            |            |            |
| 1948       | 64         |            |
| 1953       | 57         |            |
| 1961       | 47         |            |
| 1971       | 37         |            |
| 1981       | 26         |            |
| 1991       | 21         | 16         |
| 2003       | 15         | 15         |

| \| Componența etnică conform recensământului din 2003[2] \| Componența etnică conform recensământului din 2003[2] \| Componența etnică conform recensământului din 2003[2] \| Componența etnică conform recensământului din 2003[2] \| Componența etnică conform recensământului din 2003[2] \| \| ----------------------------------------------------- \| ----------------------------------------------------- \| ----------------------------------------------------- \| ----------------------------------------------------- \| ----------------------------------------------------- \| \| \| \| \| \| \| \| Sârbi \| Sârbi \| \| 9 \| 60% \| \| Muntenegreni \| Muntenegreni \| \| 6 \| 40% \| \| necunoscută \| necunoscută \| \| 0 \| 0% \| |              |  |   |     |
| Componența etnică conform recensământului din 2003 |              |  |   |     |
| |              |  |   |     |
| Sârbi | Sârbi        |  | 9 | 60% |
| Muntenegreni | Muntenegreni |  | 6 | 40% |
| necunoscută | necunoscută  |  | 0 | 0%  |